# Abuna Yosef (muntanya)
L'Abuna Yosef (o Abune Yosef) és una muntanya que es troba prop del cingle oriental de l'altiplà etíop. Es localitza al massís de Lasta, a les muntanyes Simien, a la zona del Semien Wollo (o Wollo Nord) de la regió Amhara. Té una alçada de 4.260 metres, cosa que el fa la sisena muntanya en alçada a Etiòpia i la dinovena de l'Àfrica.
Des del punt de vista cultural, un aspecte important d'aquesta muntanya és l'església de Gennete Maryam, una església monolítica excavada durant el regnat de Yekuno Amlak. També són rellevants les quatre esglésies construïdes a l'interior de coves a la muntanya. La més antiga és la de Yemrehana Krestos construïda pel rei zagwe Yemrehana Krestos. Les tres restants són les de Emakina Medhane Alem (probablement construïda per Yekuno Amlak a finals del segle xiii), Lidetta Maryam, i Zammadu Maryam (probablement del segle XV).
Les esglésies de Lalibela estan als contraforts del massís de l'Abuna Yosef.